# قناة قاف التفاعلية
قاف الفضائية مؤسسة إعلامية إسلامية تسعى لترسيخ هوية الأمة والمحافظة عليها، والرد على الشبهات وتصحيح المفاهيم والحفاظ على ثوابت الدين وقطعيات الشريعة، كما تبتعد عن المساحات الخلافية في محاولة لتقديم مادة تناسب كافة أطياف الجمهور المسلم في العالم العربي وأوروبا.
وذلك من خلال:
- عرض الأحكام الشرعية والقيم السلوكية والأخلاقية في ظل مقاصدها.

- وتصحيح المفاهيم.

- ورد الشبهات.

- والسعي لنشر قيم الخير والعدل والسلام.

عبر برامج إعلامية متنوعة بلغة عربية وقوالب تفاعلية متميزة.

## الانطلاقة
تم تأسيس قناة قاف الفضائية عام ٢٠٢٠م. وأنتجت القناة برامجها في عواصم مختلفة من العالم العربي مثل المغرب وليبيا والكويت ولبنان واليمن ومصر وتونس والجزائر.  
وقدمت تنوعا في حضور علماء من مختلف المدارس الإسلامية المعتدلة في العالم الإسلامي.
اهتمت في عامها الأول بالمسار العلمي الشرعي، وبدأت في دورة البرامجية في عامها الثاني بتقديم برامج موجهة بشكل أكبر للشباب مثل برنامج: طريق نور الذي يقدمه الإعلامي المصري مصعب العباسي مع الشيخ عبد الله رشدي.
كما قدمت القناة فقه الشمائل النبوية مع سماحة الدكتور أسامة عبد الرزاق الرفاعي مفتي عكار السابق.

## البرامج
تعتمد القناة في بناء برامجها على التنوع بين عدد من المحاور التي أعلنت عنها وهي:
- محور الفقه والفتوي.

- العقيدة والتصورات الكبرى.

- المفاهيم الأساسية في الإسلام.

- إبراز المرجعيات الدينية.

- المرأة والمجتمع.

- التزكية والأخلاق.

- الفن والجمال.

- اللغة وعلومها.

- التاريخ والسيرة.

### من برامج القناة
١- ستديو قاف: وهو برنامج منوعات يبث ثلاث مرات أسبوعيا ويقدمه الإعلامي معتز نعواش، ويناقش قضايا وملفات اجتماعية منوعة.
٢- ليتفقهوا في الدين: تقدم القناة خمس ساعات يومية متنوعة للفتاوى في السابعة مساء بتوقيت مكة المكرمة، حيث يجيب العلماء على أسئلة المتصلين ومنهم:
- فضيلة الشيخ: محمد الحسن ولد الددو – موريتانيا  - يبث الاثنين من كل أسبوع.
- فضيلة الشيخ: علي محي الدين القرة داغي – العراق  - يبث الثلاثاء من كل أسبوع.
-  فضيلة الشيخ: أحمد حوى - سوريا – يبث الخميس من كل أسبوع.
-  فضيلة الشيخ: شمس الدين الجزائري – الجزائر – يبث الجمعة من كل أسبوع.
-   فضيلة الشيخ: سالم الشيخي – لندن – في ساعة مخصصة لفتاوى الأقليات تبث عصر الأحد من كل أسبوع.
٣- طريق نور: رحلة من التفنيد والرد يقودها دكتور عبد الله رشدي في برنامجه طريق نور حيث يفند إشكالات أهمها حقوق المرأة وهل ظلمها الإسلام، وحقيقة العقاب والعذاب، وهل القرآن حقا كلام الله، وحقيقة انتشار الإسلام بحد السيف وغيرها.
٤- نارات: وهو برنامج مهتم بتغطية أهم نشاطات المؤسسات الإسلامية والعلمائية في العالم، وتغطية المؤتمرات العلمية.
٥- من القلب: رحلة مع الدكتور محمد مصطفى في النفس البشرية ودوافعها وما يحتاجه الإنسان المعاصر من دعم نفسي.
٦- غراس: مع الاستشاري التربوي الدكتور إبراهيم بوزيداني تقدم القناة ساعة من المعارف والخبرات التربوية التي تهم الأسرة أسبوعيا.
٧- دولة النساء: هموم المرأة أيا كان عمرها، وحالتها الاجتماعية تقدمها القناة مع الأستاذة علياء شاكر، حيث تناقش زوايا اجتماعية وفكرية ونفسية تهم المرأة.

## منصات قاف التفاعلية
انطلقت قاف كفضائية ومنصات تفاعلية أيضا حيث تنتج محتوى خاصا على صفحاتها على فيس بوك وتويتر وانستجرام وتيك توك لتكون أقرب لتطلعات الجمهور المسلم المعاصر.